# سنت اندروز
سنت اندروز (به انگلیسی: St Andrews - به گالیک: Cill Rìmhinn) شهری کوچک است که در منطقه فایف (Fife) در ساحل شرقی اسکاتلند، بین شهرهای ادینبرا و داندی قرار دارد.
نام این شهر از نام یکی از حواریون مسیح گرفته شده‌است.
جمعیت سنت اندروز حدود ۱۸٬۰۰۰ نفر است.
دانشگاه سنت اندروز قدیمی‌ترین دانشگاه اسکاتلند و سومین دانشگاه قدیمی در میان تمام کشورهای انگلیسی‌زبان جهان است.

## شهرت
شهر سنت اندروز از سه جهت مشهور است:
- آثار تاریخی شامل کلیسای جامع سنت اندوز و قلعه شهر
- زادگاه بازی گُلف
- دانشگاه تاریخی سنت اندروز

## تاریخچه

### اندریاس قدیس
تاریخ و نام شهر سنت اندروز با نام «اندریاس قدیس» (یا اندرواس قدیس) که یکی از حواریون مسیح بوده گره خورده‌است. بر اساس روایات تاریخی، اندریاس و برادرش پترُس در منطقه الجلیل در فلسطین از راه ماهیگیری زندگی خود را می‌گذراندند.
هر دو برادر پس از گرویدن به دین مسیح به تبلیغ آن پرداختند و به جرگه حواریون مسیح درآمدند.
اندریاس قدیس نقش مهمی در گسترش آیین مسیحیت در منطقهٔ آسیای صغیر و یونان امروزی داشته‌است.
بر اساس روایاتی، اندریاس در شهر پاتراس در منطقه‌ای که امروز کشور یونان است توسط نیروهای رومی دستگیر و مصلوب می‌شود. صلیبی که اندریاس در آن مصلوب شده بوده شکلی غیرعادی (ضربدر شکل) داشته‌است. نشان پرچم اسکاتلند (صلیب ضربدرشکل سفید بر روی زمینهٔ آبی) الهام گرفته از صلیب اندریاس می‌باشد.

### کلیسای جامع سنت اندروز
ظاهراً تمام یا بخشی از بقایای پیکر اندریاس قدیس ۳۰۰ سال پس از مرگش ابتدا از پاتراس به قسطنطنیه در آسیای صغیر و سپس به شرق اسکاتلند و محل کنونی شهر سنت اندروز منتقل شده‌است.
در اسکاتلند، نخست مقبره کوچکی برای این قدیس ساخته شده بوده، سپس کلیسای جامع بزرگی جای آن را گرفته‌است. این کلیسا قرنها نه تنها یکی از مراکز اصلی عبادت و زیارت مسیحیان بلکه بزرگ‌ترین ساختمان اسکاتلند بوده‌است، تا اینکه در پی اصلاحات گسترده کلیسا در سال ۱۵۵۹ میلادی از رونق افتاده، و به خاطر عدم استفاده و مرمت تنها خرابه‌های آن باقی‌مانده‌است.
امروزه بقایای کلیسای جامع سنت اندروز یکی از جاذبه‌های تاریخی عمدهٔ شهر محسوب می‌شود.

## دانشگاه سنت اندروز

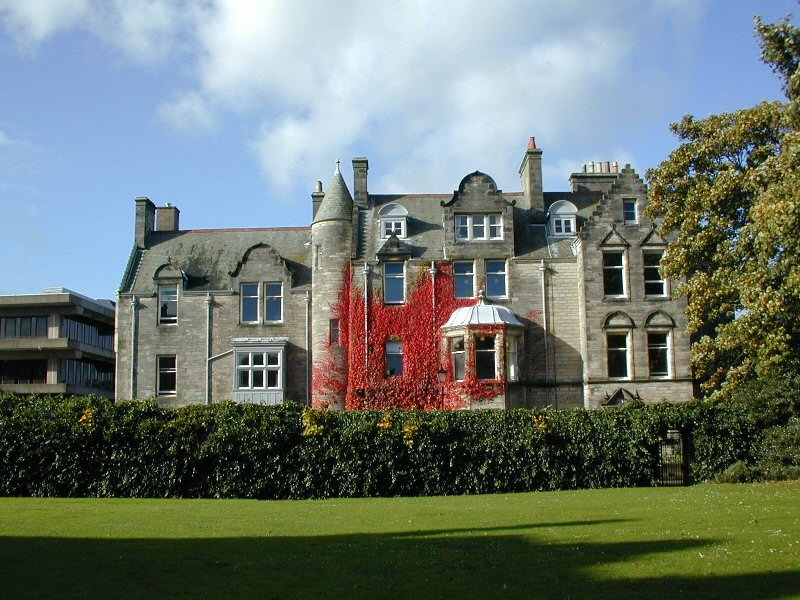
نمایی از ساختمان قدیمی دانشگاه سنت‌اندروز که سومین دانشگاه قدیمی در بریتانیا و کشورهای انگلیسی‌زبان است (تأسیس ۱۴۱۳ میلادی)

دانشگاه سنت‌اندروز در سال ۱۴۱۳ میلادی بنیان‌گذاری شده و قدیمی‌ترین دانشگاه اسکاتلند و سومین دانشگاه قدیمی در بریتانیا و در میان تمامی کشورهای انگلیسی‌زبان است. حدود ۶٬۰۰۰ دانشجو در مقاطع مختلف از کارشناسی تا دکترا در این دانشگاه مشغول تحصیل و پژوهش هستند. بر اساس امتیازبندی راهنمای دانشگاه‌های روزنامه‌های گاردین و تایمز، دانشگاه سنت اندروز یکی از ممتازترین دانشگاه‌های بریتانیا است. به‌طور سنتی برخی از اعضای خاندان سلطنتی بریتانیا در دانشگاه سنت‌اندروز تحصیلات عالی خود را می‌گذرانند. برای مثال شاهزاده ویلیام در سال ۲۰۰۵ با درجه کارشناسی از دانشگاه سنت‌اندروز فارغ‌التحصیل شده‌است.
«مرکز مطالعات خاورمیانه، آسیای میانه، و قفقاز» (مخفف: MECACS) به ریاست پروفسور علی مسعود انصاری و همکارانش از مراکز مهم پژوهش در مورد ایران و خاورمیانه است.

## گُلف

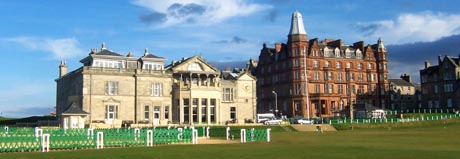
ساختمان باشگاه سلطنتی و باستانی گلف

شهر سنت اندروز زادگاه بازی گلف است. باشگاه سلطنتی و باستانی گلف در سال ۱۷۵۴ میلادی در سنت اندروز تأسیس شده و مرکز جهانی قانون‌گذاری در بازی گلف است. قدیمی‌ترین زمین‌های بازی گلف در جهان که «زمین گلف قدیم» و «لینک» نامیده می‌شوند در این شهر قرار دارند و یکی از مرغوب‌ترین زمین‌های بازی گلف به‌شمار می‌روند. لینک‌های سنت اندروز مرتباً میزبان جام بین‌المللی قهرمانی «اوپن» (The Open Championship) هستند. موزه گلف بریتانیا نیز در شهر سنت اندروز واقع است.
همه ساله جهانگردان بسیاری برای دیدن آثار تاریخی و بازی در زمین‌های گلف به سنت اندروز سفر می‌کنند.

### پیوندهای شهری
- شورای شهر سنت اندروز بایگانی‌شده  در ۱۷ ژانویه ۲۰۱۲ توسط Wayback Machine

### پیوندهای گلف
- مدیریت زمین‌های بازی گلف «لینک»
- باشگاه سلطنتی و باستانی گلف
- موزه گلف بریتانیا
- مسابقات جام قهرمانی گلف «اوپن»

### پیوندهای دانشگاهی
- دانشگاه سنت اندروز
- مرکز مطالعات خاورمیانه، آسیای مرکزی و قفقاز در دانشگاه سنت اندروز

### وب کَم (زنده)
- زمین گُلف قدیم